# Symplocos globulifera
Symplocos globulifera är en tvåhjärtbladig växtart som beskrevs av B. Ståhl. Symplocos globulifera ingår i släktet Symplocos och familjen Symplocaceae. Inga underarter finns listade i Catalogue of Life.